# Oyinkan Braithwaite
Oyinkan Braithwaite (sinh năm 1988) là một tiểu thuyết gia và nhà văn người Nigeria gốc Anh. Cô sinh ra ở Lagos và trải qua thời thơ ấu ở cả Nigeria và Vương quốc Anh, được ảnh hưởng giáo dục Vương quốc Anh, và sau đó có sự nghiệp lừng lẫy ở chính quê hương của cô - Nigeria.

## Đời sống
Braithwaite được sinh ra ở Lagos vào năm 1988 sau đó dành phần lớn thời thơ ấu ở Anh khi gia đình cô chuyển đến Southgate ở phía bắc London. Cô đã được thụ hưởng nền giáo dục ở đây và bắt đầu học tại trường tiểu học ở London sau đó quay trở lại Lagos khi em trai cô được sinh ra vào năm 2001. Cô đã học luật và viết sáng tạo tại Đại học Surrey và Đại học Kingston trước khi quay trở lại Lagos vào năm 2012 để cống hiến sự nghiệp phần lớn của mình ở đây.
Cô đã làm việc như một trợ lý biên tập trong nhà xuất bản Kachio và là một nhà tiểu thuyết gia, một nhà văn tiêu biểu.

## Nghề viết lách
Cái kết được mô tả trong cuốn sách đầu tay của cô, My Sister the serial Killer là một câu chuyện hài hước đen tối  và cuốn sách đã được tờ New York Times, The Washington Post, Marie Claire và các tác giả Ayobami Adebayo và Edgar Cantero  ca ngợi, sau đó chuyển thể thành phim của nhà sản xuất Baby Driver.

## Phần thưởng và Công nhận
Các tác phẩm được công nhận của cô và xét theo từng năm đều đạt được các thành tựu được ghi nhận:
- 2014: lọt vào danh sách mười nghệ sĩ ngôn từ hàng đầu trong cuộc thi thơ Eko
- 2016: Được đề cử cho giải thưởng Truyện ngắn Khối thịnh vượng chung
- 2019: Người chiến thắng giải thưởng LA Times cho phim kinh dị hay nhất năm 2019
- 2019: Danh sách rút gọn cho Giải thưởng Phụ nữ dành cho Tiểu thuyết năm 2019

## Tác phẩm
- The Driver (2010) - truyện ngắn
- My Sister the serial Killer (2018) - tiểu thuyết